# Лазохори
Лазохори (грч. Λαζοχώρι) је насељено место у општини Бер у периферији Средишња Македонија, Грчка. Према попису из 2021. године било је 144 становника.
Лазохори су подигнути после Првог светског рата за 43 грчке избегличке породице из Турске, укупно 156 особа.